# Khalid Fouhami
Khalid Fouhami (ur. 25 grudnia 1972 w Casablance) – marokański piłkarz grający na pozycji bramkarza.

## Kariera klubowa
Pierwszym klubem Fouhamiego w karierze był zespół Wydad z rodzinnej Casablanki. W 1992 roku zadebiutował w jego barwach w rozgrywkach pierwszej ligi. W 1993 roku zdobył swoje pierwsze mistrzostwo kraju w karierze. Rok później z Wydadem wywalczył Puchar Maroka. W 1996 roku zmienił barwy klubowe i trafił do drugoligowca MAS Fez, z którym wywalczył awans do ekstraklasy. W zespole tym grał jeszcze przez kolejny sezon.
Latem 1998 Fouhami wyjechał do Rumunii i został zawodnikiem Dinama Bukareszt. W 1999 roku wywalczył wicemistrzostwo Rumunii, a w jednym ze spotkań ligowych zdobył gola. W sezonie 1999/2000 stracił jednak miejsce w podstawowym składzie na rzecz reprezentanta Rumunii, Ștefana Predy. W 2000 roku odszedł z Dinama i został pierwszym bramkarzem belgijskiego KSK Beveren. Po roku gry przeszedł do Standardu Liège, z którym zajął 5. miejsce w Eerste Klasse, ale w sezonie 2002/2003 pierwszym bramkarzem został Urugwajczyk Fabián Carini, a Fouhami nie rozegrał żadnego spotkania w lidze.
W 2003 roku Marokańczyk wyjechał do portugalskiej Académiki Coimbra, gdzie był tylko rezerwowym. Podobnie było w 2004 roku w rosyjskiej Ałaniji Władykaukaz, dla której zagrał tylko 4 razy. Sezon 2004/2005 to gra w trzecioligowym belgijskim klubie CS Visé, a 2005/2006 w portugalskim drugoligowcu Portimonense SC.
Od 2006 do 2008 roku Fouhami był pierwszym golkiperem Rai Casablanca. Następnie odszedł do zespołu FUS Rabat.
| Sezon   | Klub                | Kraj       | Rozgrywki     | Mecze | Bramki |
| ------- | ------------------- | ---------- | ------------- | ----- | ------ |
| 1992/93 | Wydad Casablanca    | Maroko     | GNF 1         | ?     | ?      |
| 1993/94 | Wydad Casablanca    | Maroko     | GNF 1         | ?     | ?      |
| 1994/95 | Wydad Casablanca    | Maroko     | GNF 1         | ?     | ?      |
| 1995/96 | Wydad Casablanca    | Maroko     | GNF 1         | ?     | ?      |
| 1996/97 | MAS Fez             | Maroko     | GNF 2         | ?     | ?      |
| 1997/98 | MAS Fez             | Maroko     | GNF 1         | ?     | ?      |
| 1998/99 | FC Dinamo Bukareszt | Rumunia    | Divizia A     | 24    | 1      |
| 1999/00 | FC Dinamo Bukareszt | Rumunia    | Divizia A     | 4     | 0      |
| 2000/01 | KSK Beveren         | Belgia     | Eerste Klasse | 29    | 0      |
| 2001/02 | Standard Liège      | Belgia     | Eerste Klasse | 15    | 0      |
| 2002/03 | Standard Liège      | Belgia     | Eerste Klasse | 0     | 0      |
| 2003/04 | Académica Coimbra   | Portugalia | Superliga     | 6     | 0      |
| 2004    | Ałanija Władykaukaz | Rosja      | Priemjer-Liga | 4     | 0      |
| 2004/05 | CS Visé             | Belgia     | 3. liga       | 11    | 0      |
| 2005/06 | Portimonense SC     | Portugalia | Liga de Honra | 31    | 0      |
| 2006/07 | Raja Casablanca     | Maroko     | GNF 1         | 24    | 0      |
| 2007/08 | Raja Casablanca     | Maroko     | GNF 1         | 25    | 0      |
| 2008/09 | FUS Rabat           | Maroko     | GNF 2         | ?     | ?      |
| 2009/10 | FUS Rabat           | Maroko     | GNF 1         | 7     | 0      |

## Kariera reprezentacyjna
W reprezentacji Maroka Fouhami zadebiutował w 1999 roku. W 2000 roku znalazł się w kadrze na Puchar Narodów Afryki 2000, na którym Maroko nie wyszło z grupy. Natomiast w 2004 roku wywalczył wicemistrzostwo Afryki. W 2008 roku selekcjoner Henri Michel powołał go na Puchar Narodów Afryki 2008.